# Tōgō Seiji

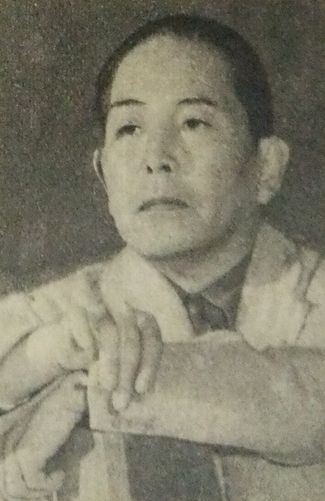
Tōgō Seiji, 1954

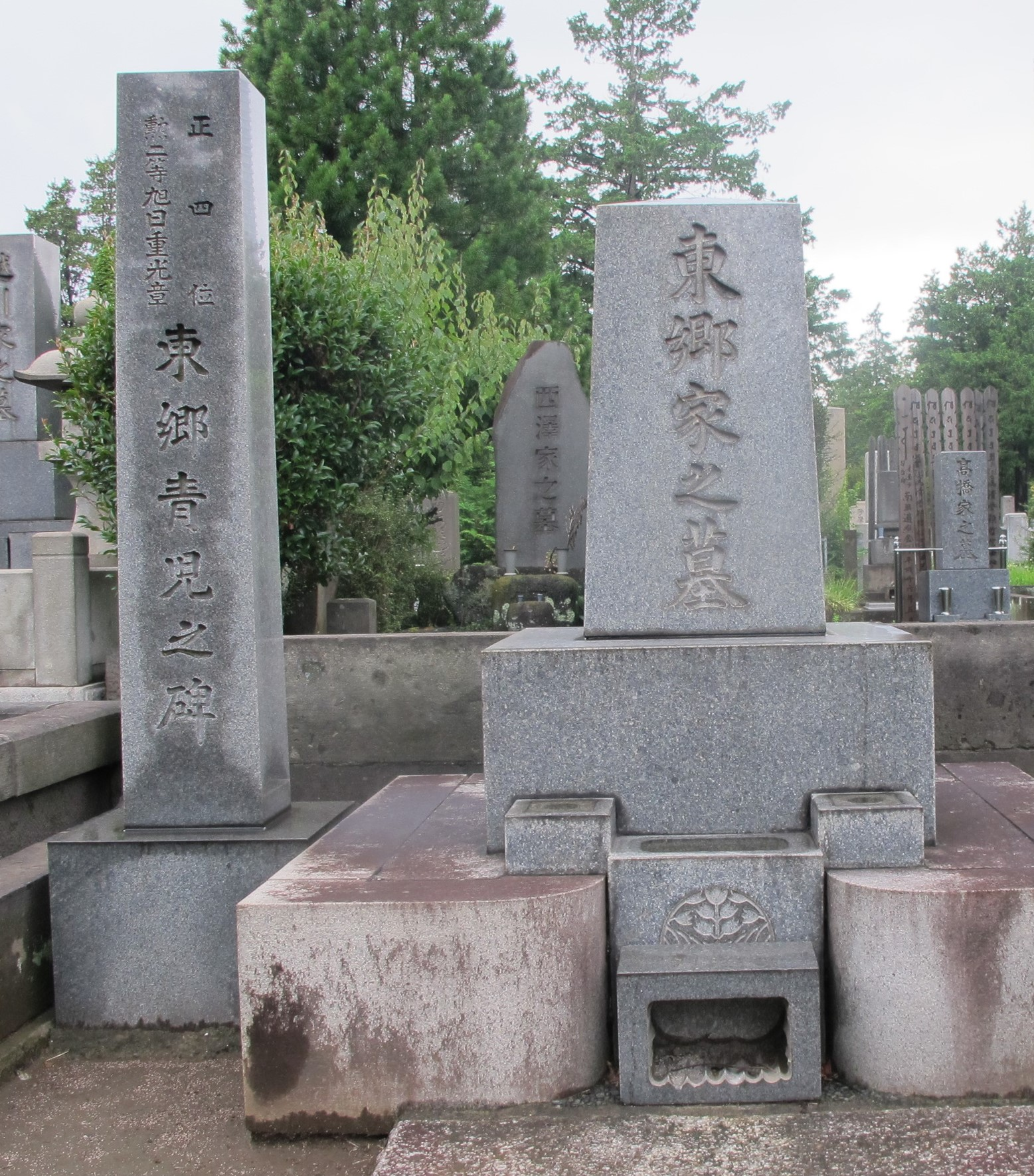
Tōgōs Grab in Tokyo

Tōgō Seiji (japanisch 東郷 青児; 28. April 1897 in Kagoshima – 25. April 1978), eigentlicher Name Tetsuharu (鉄春), war ein japanischer Maler im Yōga-Stil.

## Leben und Werk
Seiji wurde als ältester Sohn von Tōgō Tetsuzō geboren. Als er fünf Jahre alt war, zog seine Familie nach Tokyo, wo er in der Grundschule Yochōmachi im Stadtbezirk Ushigome Klassenkamerad des späteren Yōga-Malers Hayashi Takeshi (1896–1975) war. Während er die Mittelschule des Aoyama Gakuin besuchte, entschied der sich, Maler zu werden. Nach Abschluss der Schule 1914 konnte er einen Raum im Akasaka-Institut der von Yamada Kōsaku geleiteten Philharmonie Tokyo nutzen und begann zu malen. „Kontrabass spielen“ (コントラバスを弾く Kontorabasu o hiku) und andere Werke gehören in diese Zeit.
Im selben Jahr eröffnete Seiji eine Ausstellung im Hibiya-Kunstmuseum, wobei seine Malerei in kubistischer Manier die Aufmerksamkeit von Arashima Ikuma weckte. Auf dessen Wunsch schloss sich Seiji der Künstlervereinigung Nika-kai an. Im folgenden Jahr stellte er das Bild „Frau mit Sonnenschirm“ (パラソルさせる女 Parasoru saseru onna), das ihm den Nika-Preis einbrachte.
1919 ging Seiji nach Frankreich, wo er mit den Dadaisten und Dichtern Tristan Tzara und Philippe Soupault zusammentraf. 1921 besuchte er in Turin den Begründer des Futurismus Filippo Tommaso Marinetti traf und dessen Veranstaltungen teilnahm. In der Zeit malte er das Bild „Hut tragender Mann“ (帽子をかぶる男 Bōshi o kaburu otoko). Aber der Futurismus überzeugte ihn nicht, und so kehrte enttäuscht nach Aufenthalten in Nizza und Lyon nach Paris zurück.
1928 kehrte Seiji mit der Sibirischen Eisenbahn nach Japan zurück, zeigte bald darauf zeigte 34 Werke in einer Sonderausstellung und erhielt den Shōwa-Kunstförderungspreis (昭和美術奨励章 Shōwa bijtsu shōrei-shō). 1930 wurde er als Mitglied in die Nika-kai aufgenommen, worauf er sich mit aller Energie um Neuordnung der Gesellschaft kümmerte. 1960 wurde er zum Präsidenten gewählt, ein Amt, das er mit viel Energie und auch unkonventionell ausübte und bis zu seinem Tode innehatte. 
1956 beendete er seine Wandmalerei „Gesang der Schöpfung“ (創生の歌 Sōsei no uta), erhielt im folgenden Jahr den Kunstpreis der Akademie für seine Arbeit. Weitere bekannte Arbeiten sind „Heimweh“ (望郷 Bōkyō; 1959) und „Tassili“ (1976). Während seine frühen Werke durch den Europa-Aufenthalt bestimmt sind, fand Seiji mit seinen leicht kubistisch, sparsam farbig ausgeführten Figurenbildern seinen persönlichen Stil.
1960 wurde er Mitglied der Japanischen Akademie der Künste und in den weiteren Jahren erhielt er eine Reihe von Auszeichnungen für den von ihm betriebenen internationalen Austausch im Bereich der Kunst, u. a. als Officier des Arts et Lettres durch die französische Regierung, in Japan die Auszeichnung als Person mit besonderen kulturellen Verdiensten. 
Ein Großteil seiner Werke sind im 1976 eröffneten Sompo Museum of Art ausgestellt. 
Begraben ist Seiji auf dem Friedhof Zōshigaya in Tokyo.